# آزاتاشن
آزاتاشن (به ارمنی: Ազատաշեն) یک روستا در ارمنستان است که در استان آرارات واقع شده‌است. آزاتاشن در ۶ کیلومتری شمالغرب آرتاشات، مرکز استان آرارات واقع شده است. در سال ۱۹۲۹ بنیانگذاری شده است.

## خصوصیات
آزاتاشن ۶۰۶ نفر جمعیت دارد و در ارتفاع ۸۵۵ متر بالاتر از سطح دریا قرار گرفته است.
| سال   | ۱۹۳۱ | ۱۹۷۰ | ۱۹۷۹ | ۲۰۰۱ | ۲۰۰۴ |
| جمعیت | ۱۴۰  | ۴۰۵  | ۴۲۹  | ۶۰۶  | ۴۴۷  |